# Ganggrab im Lars Jensens Skov
Koordinaten: 54° 44′ 7,7″ N, 11° 35′ 10,6″ O
Das Ganggrab im Lars Jensens Skov liegt im Wald, auf dem Gelände von Lollands Østerborg westlich des Røgbøllevej und nordwestlich von Godsted auf der Insel Lolland in Dänemark. Das Ganggrab ist eine Bauform jungsteinzeitlicher Megalithanlagen der Trichterbecherkultur (TBK), die zwischen 3500 und 2800 v. Chr. entstanden und aus einer Kammer und einem baulich abgesetzten, lateralen Gang besteht. Diese Form ist primär in Dänemark, Deutschland und Skandinavien, sowie vereinzelt in Frankreich und den Niederlanden zu finden.
Der etwa 2,2 m hohe randsteinlose Hügel misst 22,5 m × 21,0 m. Er enthält die West-Ost orientierten Reste einer entweder rechteckigen oder polygonalen Kammer eines Ganggrabes. Am besten erhalten ist der östliche Teil der Kammer mit drei Tragsteinen in situ, die in einem mehr oder weniger stumpfen Winkel zueinander stehen. Ein vierter Stein kann ein Decksteinrest sein. Ein abgeschobener oder gesprengter Deckstein liegt an der Nordseite der Kammer. Ein weiterer, fast mit Erde bedeckter Tragstein ist südwestlich der Kammer zu erkennen.